# Сан-П'єтро-аль-Танагро
Сан-П'єтро-аль-Танагро, Сан-П'єтро-аль-Танаґро (італ. San Pietro al Tanagro) — муніципалітет в Італії, у регіоні Кампанія,  провінція Салерно.
Сан-П'єтро-аль-Танагро розташований на відстані близько 300 км на південний схід від Рима, 115 км на схід від Неаполя, 70 км на південний схід від Салерно.
Населення — 1726 осіб (2014).

## Демографія
Населення за роками:

Станом на 1 січня 2023 року в муніципалітеті офіційно проживало 76 іноземців з 11 країн, серед них 31 громадянин країн Євросоюзу та 10 громадян України.

## Сусідні муніципалітети
- Атена-Лукана
- Корлето-Монфорте
- Сан-Руфо
- Сант'Арсеніо
- Теджано